# Pardosa kavango
Pardosa kavango är en spindelart som beskrevs av Mark Alderweireldt och Rudy Jocqué 1992. Pardosa kavango ingår i släktet Pardosa och familjen vargspindlar. Inga underarter finns listade i Catalogue of Life.